# Соколовский, Владислав Александрович
Владислав Александрович Соколовский ( (17) ноября 1898 год, Рига — 26 апреля 1964, Горький) — советский театральный актёр, народный артист РСФСР (1955).

## Биография
Владислав Соколовский родился  (17) ноября 1898 года в Риге. В 1917—1919 годах учился в драматической студии в Смоленске. Там же начал сценическую деятельность, дебютировал в роли Хлестакова. Играл в театрах Тулы, Казани, Кишинёва, Томска, Новороссийска, Курска, Краснодара. В 1934 году выступал в Архангельском Большом Драматическом театре.
В театральном сезоне Горьковского драматического театра 1935—1936 годов впервые выступил на этой сцене в пьесе М. Светлова «Глубокая провинция» в роли начальника политотдела Павла и работал в театре до конца жизни..
Умер 26 апреля 1964 года в Горьком, похоронен на Бугровском кладбище (8 квартал).

### Семья
- Жена — актриса Августа Николаевна Горянская (25 ноября 1898 — 27 декабря 1997), заслуженная артистка РСФСР (18.01.1949). Родилась в Смоленске. С 1921 года выступала на сценах разных провинциальных театрах. С 1935 года была актрисой Горьковского театра драмы. Скончалась в Москве, похоронена на Бугровском кладбище Нижнего Новгорода рядом с мужем[3].

## Награды и премии
- Заслуженный артист РСФСР (04.11.1942).
- Орден «Знак Почёта» (18.01.1949)[4].
- Народный артист РСФСР (25.08.1955).

## Работы в театре

### Архангельский Большой Драматический театр
- 1934 — «Чужой ребёнок» В. Шкваркин — Сенечка Перчаткин
  - «Женитьба Фигаро» Бомарше — Фигаро
  - «Интервенция» Л. Славина — матрос Селестен

### Горьковский драматический театр
- «Глубокая провинция» М. Светлова — начальник политотдела Павел
- «Слуга двух господ» К. Гольдони — Труффальдино
- «Любовь Яровая» К. Тренёва — Швандя
- «Горе от ума» А. С. Грибоедова — Чацкий
- «Доходное место» А. Н. Островского — Жадов
- «Чайка» А. П. Чехова — Треплев
- «Нашествие» Л. Леонова — Фёдор Таланов
- «За тех, кто в море!» Б. Лавренева — Харитонов
- «Дядя Ваня» А. П. Чехова — Войницкий
- «Отелло» В. Шекспира — Яго
- «Бесприданница» А. Н. Островского — Карандышев
- «Украденное счастье» И. Франко — Микола Задорожный
- «Кто смеется последним» К. Крапивы — Туляга
- «Царь Фёдор Иоаннович» А. К. Толстого — царь Фёдор Иоаннович
- «Варвары» М. Горького — Монахов
- «Дачники» М. Горького — доктор
- «Чудаки» М. Горького — Мастаков
- «Сомов и другие» М. Горького — Троекуров
- «Старик» М. Горького — старик
- «Фальшивая монета» М. Горького — Лузгин
- «Далекое» А. Афиногенова — Томилин
- «Слава» В. Гусева — Мотыльков
- «Дети солнца» М. Горького — Протасов
- «Салют Испания» А. Афиногенова — журналист
- «Зыковы» М. Горького — Михаил
- «Кукольный дом» Г. Ибсена — доктор Ранк
- «На дне» М. Горького — Барон

## Память
- Мемориальная доска в Нижнем Новгороде (Нижегородский район, улица Пискунова, 5) установлена в 1979 году. Надпись на ней «В этом доме с 1961 по 1964 гг. жил народный артист РСФСР Владислав Александрович Соколовский»[5].